# Richard Aleas
Richard Aleas, pseudonimo di Charles Ardai (New York, 1969), è uno scrittore, editore e imprenditore statunitense.
Aleas è fondatore e CEO di Juno, una compagnia Internet, e fondatore ed editore della Hard Case Crime, una casa editrice che pubblica romanzi noir.

## Biografia
Figlio di due sopravvissuti all'Olocausto, nel maggio 2008 ha confessato in un'intervista alla radio nazionale che le storie che i genitori gli raccontavano da bambino «erano le più spaventose e cupe che si possano immaginare» e gli diedero l'impressione «che ci fosse un cerchio più scuro attorno a un piccolissimo bagliore di luce», qualcosa che gli impediva di relazionarsi con le sofferenze dei suoi stessi personaggi.
Laureato alla Columbia University summa cum laude nel 1991, vive a Manhattan insieme alla moglie Naomi Novik, anche lei scrittrice.
I suoi racconti sono apparsi in numerose pubblicazioni, quali l'Ellery Queen's Mistery Magazine e l'Alfred Hitchcock's Magazine, e in altrettante antologie, dal Best Mistery Stories of the Year al The Year's Best Horror Stories. Il suo primo libro, Little Girl Lost viene pubblicato nel 2004 ed è nominato sia per l'Edgar Allan Poe Award sia per il Private Eye Writers of America. Il suo secondo romanzo, I canti dell'innocenza, è stato definito «un classico istantaneo» dal Washington Post selezionato tra i migliori libri dell'anno da Publishers Weekly e ha vinto lo Shamus Award. Di entrambi i romanzi sono stati acquistati i diritti per realizzarne una trasposizione cinematografica.
Aleas ha pubblicato altri due libri inediti in Italia: Fifty-to-One firmato con il suo vero nome, e la saga di Gabriel Hunt, le avventure di un moderno esploratore, Gabriel Hunt, che figura anche l'autore del romanzo.
Nel 2010 ha iniziato a lavorare come sceneggiatore e produttore della serie Haven trasmessa da Syfy, ispirata dal romanzo Colorado Kid di Stephen King (che fa parte del catalogo dalla Hard Case Crime). Il primo episodio di Haven è andato in onda il 9 luglio 2010.
«Scrivere, scrivere, scrivere. Mai guardarsi indietro» è il suo motto.

## Opere
- Richard Aleas. Little Girl Lost, Hard Case Crime, 2004. Pubblicato in italiano con il titolo Little Girl Lost.
- Richard Aleas. Songs of Innocence, Hard Case Crime, 2007. Pubblicato in italiano con il titolo I canti dell'innocenza.
- Charles Ardai.  Fifty-to-One, Hard Case Crime, 2008.
- Gabriel Hunt, James Reasoner. Hunt at the Well of Eternity, Hard Case Crime, 2009.
- Gabriel Hunt, Charles Ardai. Hunt Through the Cradle of Fear, Hard Case Crime, 2009.
- Gabriel Hunt, Nicholas Kaufman. Hunt at World's End, Hard Case Crime, 2009.
- Gabriel Hunt, Christa Faust. Hunt Beyond the Frozen Fire, Hard Case Crime, 2010.
- Gabriel Hunt, David J. Show. Hunt Among the Killers of Men, Hard Case Crime, 2010.
- Gabriel Hunt, Raymond Berson. Hunt Through Napoleon's Web, Hard Case Crime, 2011.

### Pubblicate in italiano
- Richard Aleas. Little Girl Lost, Rovereto, Keller editore, 2007.
- Richard Aleas. I canti dell'innocenza, Rovereto, Keller editore, 2010.